# Рудольф Богач
Рудольф Богач (нім. Rudolf Bogatsch; 4 вересня 1891, Бреслау — 5 червня 1970, Мюнхен) — німецький офіцер, генерал авіації (1 липня 1941). Кавалер Лицарського хреста Залізного хреста.

## Біографія
19 березня 1910 року поступив в 6-й польовий артилерійський полк. Учасник Першої світової війни, з 18 січня 1915 року — ад'ютант 1-го дивізіону свого полку, з 7 березня 1915 року — командир батареї. 20 травня 1915 року важко поранений. Після одужання знову виконував обов'язки ад'ютанта 1-го, а потім 2-го дивізіону свого полку, з 12 жовтня 1915 року — полковий ад'ютант. З 15 вересня 1917 року командував ротою 454-го піхотного полку, з жовтня 1917 року займав в основному штабні посади.
Після демобілізації залишений в рейхсвері. У 1921 році брав участь в боях з поляками у Верхній Сілезії. З 1 жовтня 1926 року — командир батареї 1-го артилерійського полку. Закінчив зенітні курси в Кенігсберзі (1929). З 1 лютого 1930 року — начальник групи в Організаційному відділі Імперського військового міністерства, а 1 лютого 1933 року очолив відділ. 31 серпня 1933 року призначений начальником штабу секретної інспекції зенітної артилерії. З 30 вересня 1934 року — командир транспортного батальйону «Данквіц». 1 квітня 1935 року переведений в люфтваффе і призначений командиром зенітного дивізіону «Данквіц». З 1 жовтня 1935 року — командувач зенітною артилерією 3-го авіаційного округу (Дрезден). З 1 квітня 1936 року — начальник 6-ї авіаційної області. 11 жовтня 1937 року переведений в Імперське міністерство авіації, де 1 листопада 1937 року очолив Адміністративне управління.
1 грудня 1938 року призначений начальником 6-ї авіаційної галузі (Дрезден), а 1 лютого 1939 року зайняв пост інспектора розвідувальної авіації і генерала люфтваффе при головнокомандувачі сухопутними військами. З 16 травня 1942 року — генерал для особливих доручень при головнокомандувачі люфтваффе. З 1 серпня 1942 року — начальник 17-ї авіаційної області (зі штаб-квартирою у Відні). 4 вересня 1943 року зарахований в резерв ОКЛ, а 29 березня 1944 року переведений в штаб повітряного флоту «Рейх». З 6 вересня 1944 року — командувач ППО на Заході. 12 вересня 1944 року призначений командиром 4-го зенітного корпусу, на чолі якого боровся на Заході. 4 травня 1945 року взятий в полон американськими військами. 30 травня 1946 року звільнений.

## Нагороди
- Залізний хрест 2-го і 1-го класу
- Хрест «За заслуги у війні» (Саксен-Мейнінген)
- Почесний хрест ветерана війни з мечами
- Медаль «За вислугу років у Вермахті» 4-го, 3-го, 2-го і 1-го класу (25 років)
- Застібка до Залізного хреста 2-го і 1-го класу
- Лицарський хрест Залізного хреста (20 березня 1942)